# Roelof Diodati

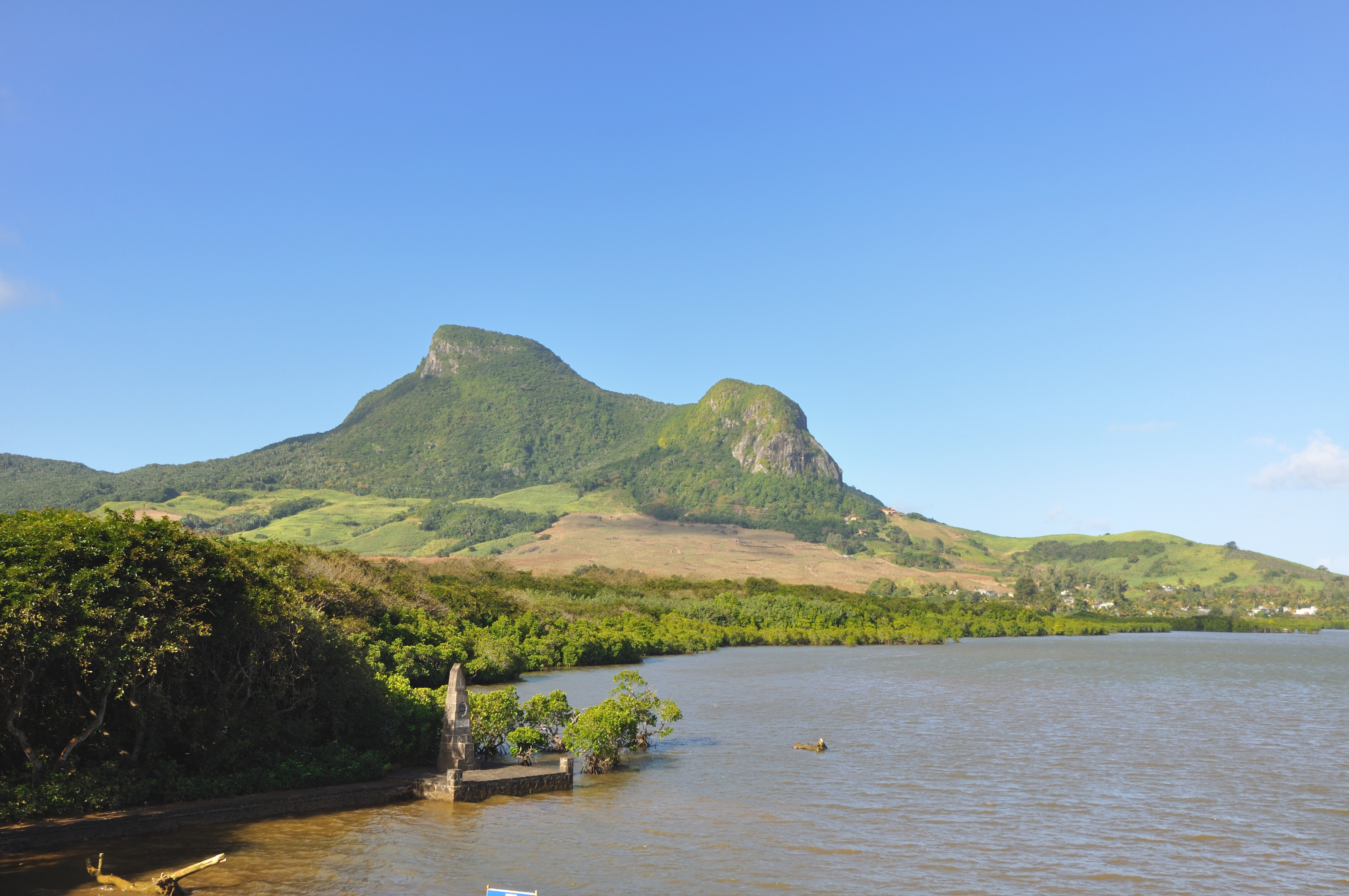
Mauritius

Roelof Diodati (Dordrecht, 28 juli 1658 - Batavia 10 maart 1723) was een gouverneur van Nederlands-Mauritius aan het eind van de 17e eeuw.

## Biografie
Diodati was van Zwitsers-Italiaanse afkomst. Zijn grootvader was Jean Diodati, een theoloog, die de Bijbel vertaalde in het Italiaans. Zijn vader, geboren in Genève, werd in 1651 voorganger van de Waalse kerk in Leiden.
Het is niet duidelijk of Rodolfo Diodati een van een tweeling was, zoals soms wordt beweerd. Beide broers namen dienst bij de Vereenigde Oost-Indische Compagnie. Roelof werd in 1686 boekhouder op Kaap de Goede Hoop en vervolgens koopman. In 1692 werd hij benoemd tot gouverneur van Mauritius. In 1693 kreeg hij te maken met François Leguat, een berucht zeerover. In 1695 trok een grote orkaan over het eiland; de bewoners verloren daarbij hun gewassen, en velen verlieten het eiland.
Diodati lijkt te zijn benoemd in Suratte. Vervolgens is hij op 4 januari 1707 overgeplaatst naar Batavia en werd koopman en accountant. In 1709 trouwde hij met Catharina Zaaiman, geboren op Mauritius. Haar grootmoeder was Eva, een Khoikhoi-tolk voor en dienstmeisje bij Jan van Riebeeck.
Diodati werd opperhoofd in Desjima de VOC-handelspost in Japan op 31 mei 1720 en kwam een jaar later terug naar Batavia. Hij overleed voor hij opnieuw kon worden uitgezonden.